# Redmi Note 14
Redmi Note 14 — лінія смартфонів підбренда Xiaomi Redmi, що належить до серії Redmi Note. Глобальна лінія складається з Redmi Note 14, Note 14 5G, Note 14S, Note 14 Pro, Note 14 Pro 5G та Note 14 Pro+.
17 грудня 2024 року був представлений POCO M7 Pro, що має подібні до Redmi Note 14 Pro 5G характеристики. Також 9 січня 2025 року POCO разом з POCO X7 Pro представила POCO X7 що має подібні до Redmi Note 14 Pro 5G характеристики.

## Історія
26 вересня 2024 року в Китаї були представлені Redmi Note 14 5G, Note 14 Pro 5G та Note 14 Pro+. Основною особливістю Pro-моделей став акумулятор кремній-вуглецевого типу (Si/C). також Redmi Note 14 Pro+ є першим смартфоном в серії Redmi Note, що має телеоб'єктив.
9 грудня 2024 року 5G-лінійка Redmi Note 14 була представлена в Індії в якій Redmi Note 14 5G відрізняється від китайського варіанта кращим набором камер, підекранним сканером відбитків пальців та підтримкою карт пам'яті.
17 грудня 2024 року POCO разом з POCO C75 5G представила POCO M7 Pro, що має більшість характеристики подібних до індійської та глобальної моделей Redmi Note 14 5G, але має набір тилових камер як в китайської моделі Note 14 5G та інший дизайн.
В січні 2025 року в Китаї для Redmi Note 14 Pro 5G в честь Китайського новому року був представлений червоний варіант під назвою Good Luck Red.
9 січня 2025 року POCO разом з POCO X7 Pro представила POCO X7 що відрізняється від глобального Redmi Note 14 Pro 5G спрощеним ширококутним об'єктивом та оформленням задньої панелі. Натомість індійська модель POCO X7 від китайської та індійської моделей Redmi Note 14 Pro 5G відрізняється тільки оформленням задньої панелі.
10 січня 2025 року Redmi Note 14, Note 14 5G, Note 14 Pro, Note 14 Pro+ та Note 14 Pro+ були представлені на глобальному ринку. Redmi Note 14 5G отримав ширококутний об'єктив з більшою роздільною здатністю (108 Мп проти 50 Мп в індійської моделі), а Redmi Note 14 Pro 5G та Note 14 Pro+ порівняно з китайською та індійською моделями мають той самий набір камер що й Redmi Note 13 Pro 5G та Note 13 Pro+ і менші акумулятори. Також глобальний Redmi Note 14 Pro+ має більшу максимальну потужність заряджання.
14 лютого 2025 року для індійського Redmi Note 14 5G був представлений варіант зелений варіант під назвою Ivy Green, який до цього був доступний для китайської та глобальної моделі під іншими назвами.
14 березня 2025 року був представлений Redmi Note 14S, що є фактично тим же Redmi Note 13 Pro з різницею в дизайні задньої панелі, меншій масі та кращому захисті від пилу.
В березні 2025 року для Redmi Note 14 Pro+ на глобальному ринку був представлений золотий варіант під назвою Sand Gold. 6 червня цей варіант кольору був представлений на глобальному ринку для Redmi Note 14, Note 14 Pro та Note 14 Pro+. Також 1 липня того ж року золотий варіант був представлений в Індії для Redmi Note 14 Pro 5G та Note 14 Pro+ під назвою Champagne Gold.
В червні 2025 року для POCO M7 Pro була представлена нова конфігурація пам'яті 12/512 ГБ та кольоровий варіант «класичний чорний», що на відміну від звичайного чорного варіанту, немає додаткових візерунків на задній панелі.

## Дизайн

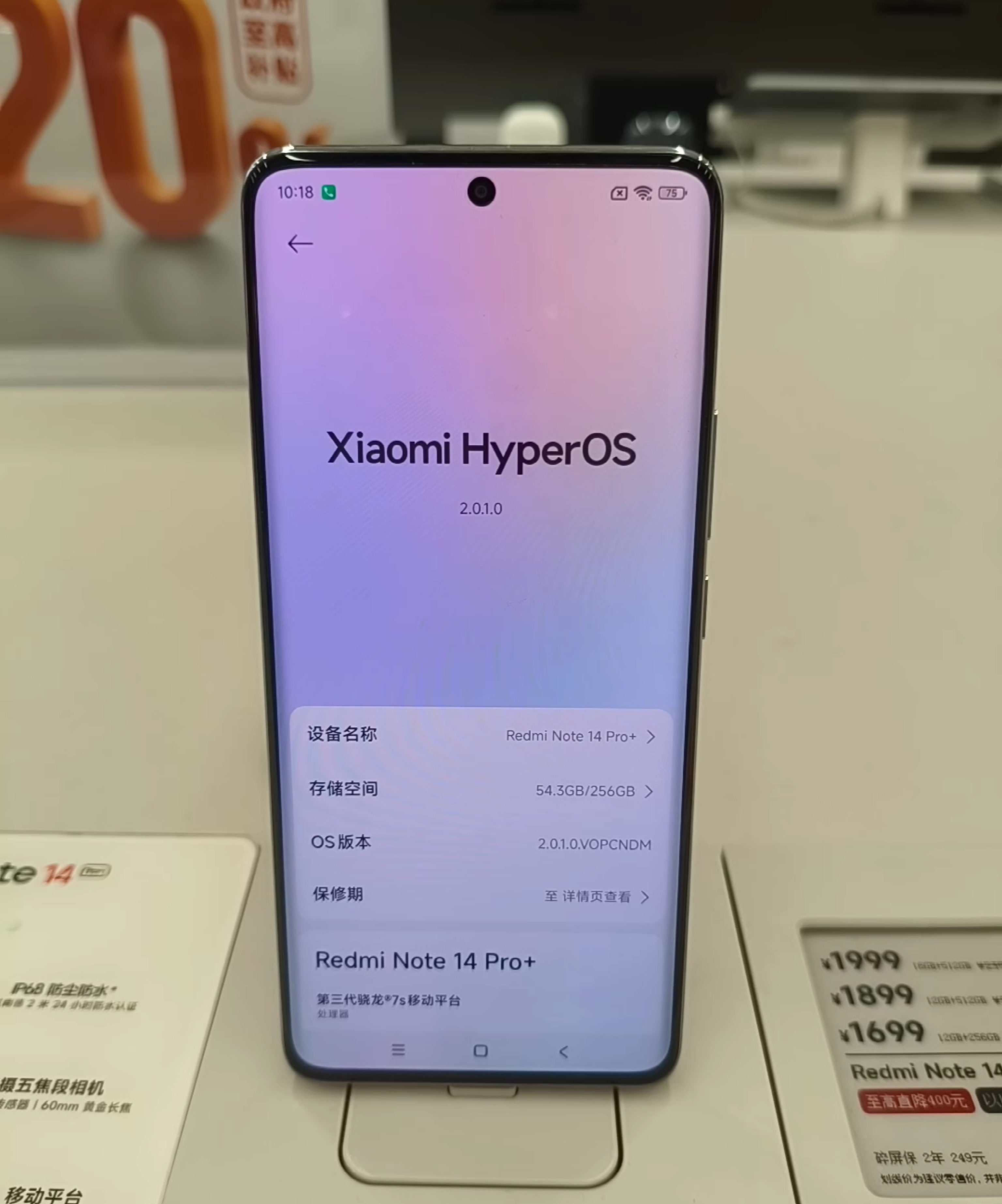
Передня панель Redmi Note 14 Pro+

Redmi Note 14, Note 14 5G, Note 14S та POCO M7 Pro мають пласку передню панель виконану зі скла Corning Gorilla Glass 5, а Redmi Note 14 Pro Note 14 Pro 5G, Note 14 Pro+ та POCO X7 натомість мають загнуту по краям і виконану зі скла Gorilla Glass Victus 2. Redmi Note 14, Note 14 5G, Note 14S, Note 14 Pro та POCO M7 Pro мають пластикову задню панель, Note 14 Pro 5G та Note 14 Pro+ — зі скла або поліуретану в фіолетовому кольорі, а POCO X7 — з пластику або поліуретану в чорно-жовтому кольорі. Pro-моделі Redmi Note 14 та POCO X7 мають алюмінієву рамку, що ззовні покрита пластиком, а всі інші моделі — повністю пластикову. Redmi Note 14 має сертифікацію захисту від води та пилу IP54, Redmi Note 14 Pro 5G, Note 14 Pro+ та POCO X7 — IP68 та IP69K для Note 14 Pro 5G і Note 14 Pro+ в Китаї і IP69 для POCO X7 в Індії, а всі інші моделі — IP64.
Знизу розміщені роз'єм USB-C, динамік, мікрофон та лоток під з одним слотом під SIM-картку та іншим слотом під SIM-картку або карту пам'яті (Note 14 Por 5G, Note 14 Pro+, китайського Note 14 5G та POCO X7), зверху — додаткові мікрофони (2 в Note 14 Pro 5G, Note 14 Pro+ та POCO X7 і 1 в інших моделей), другий динамік, ІЧ-порт та 3,5 мм аудіороз'єм (крім Note 14 Pro 5G, Note 14 Pro+ та POCO X7), а справа — гойдалка регулювання гучності та кнопку блокування, в яку в китайської моделі Redmi Note 14 5G вбудовано сканер відбитків пальців.
Redmi Note 14 доступний в 5 кольорах: Midnight Black (чорний), Ocean Blue (синій), Lime Green (зелений), Mist Purple (біло-фіолетовий) та Sand Gold (золотий).
Redmi Note 14 5G на глобальному ринку продається в 3 кольорах: Midnight Black (чорний), Coral Green (зелений) та Lavender Purple (фіолетовий). В Китаї він продається в 3 кольорах: Midnight Black (чорний), Star White (білий) і Phantom Blue (зелений). В Індії Redmi Note 14 5G початково доступний в 4 кольорах: Midnight Black (чорний), Mystique White (білий), Phantom Purple (фіолетовий) та Ivy Green (зелений).
Redmi Note 14S продається в 3 кольорах: Midnight Black (чорний), Ocean Blue (синій) та Aurora Purple (фіолетовий). Redmi Note 14 Pro початково мав ті ж самі варіанти кольорів, але пізніше він отримав варіант Sand Gold (золотий).
Redmi Note 14 Pro 5G на глобальному доступний в 4 кольорах: Midnight Black (чорний), Coral Green (зелений), Lavender Purple (фіолетовий з панеллю з поліуретану) та Sand Gold (золотий). В Індії Redmi Note 14 Pro 5G доступний  в тих самих кольорах під іншими назвами: Titan Black, Ivy Green, Phantom Purple та Champagne Gold відповідно. В Китаї він доступний в наступних 4 основних кольорах: Midnight Black (чорний), Phantom Blue (зелений), Mirror Porcelain White (білий) та Twilight Purple (фіолетовий з панеллю з поліуретану). Також певний час він був доступний в Китаї в кольорі Good Luck Red (червоний).
На глобальному ринку Redmi Note 14 Pro+ продається в 4 кольорах: Midnight Black (чорний), Frost Blue (блакитний), Lavender Purple (фіолетовий з панеллю з поліуретану) та Sand Gold (золотий). В Індії Redmi Note 14 Pro+ доступний в тих самих кольорах під іншими назвами: Titan Black, Spectre Blue, Phantom Purple та Sand Gold відповідно. В Китаї смартфон доступний в 3 наступних кольорах: Midnight Black (чорний), Stardust Blue (зелений) та Mirror Porcelain White (білий). 
На глобальному ринку POCO M7 Pro продається в 5 кольорах: чорному, класичному чорному, фіолетовому, сріблястому та зеленому. В Індії він доступний в 3 кольорах: Lavender Frost (фіолетовий), Lunar Dust (сріблястий) та Olive Twilight (зелений).
На глобальному ринку POCO X7 продається в 3 кольорах: чорному (з жовтими елементами), зеленому та сріблястому. В Індії він доступний в тих самих кольорах під іншою назвою: POCO Yellow, Glacier Green та Cosmic Silver відповідно.

## Технічні характеристики

### Апаратне забезпечення

#### Платформа
Redmi Note 14 та Note 14S отримали систему на кристалі MediaTek Helio G99 Ultra, а Note 14 Pro — Helio G100 Ultra, що відрізняється від першої нативною підтримкою камер з роздільною здатністю 200 Мп.
Redmi Note 14 5G та POCO M7 Pro отримали MediaTek Dimensity 7025 Ultra, Redmi Note 14 Pro 5G та POCO X7 — Dimensity 7300 Ultra, а Redmi Note 14 Pro+ — Qualcomm Snapdragon 7s Gen 3, що по продуктивності подібний до MediaTek Dimensity 7200 Ultra в попередній моделі.

#### Батарея
Redmi Note 14, Note 14 Pro, китайська та індійська моделі Note 14 Pro 5G та індійська модель POCO X7 отримали акумуляторну батарею об'ємом 5500 мА·год, Redmi Note 14S — 5000 мА·год, Redmi Note 14 5G, глобальні моделі Note 14 Pro, Note 14 Pro+ і POCO X7 та POCO M7 Pro — 5110 мА·год, а китайська та індійська моделі Redmi Note 14 Pro+ — 6200 мА·год. Китайська та індійська моделі Redmi Note 14 Pro 5G та Redmi Note 14 Pro+ використовують літій-іонні акумулятори (Li-Ion) кремній-вуглецевого типу (Si/C), який має більшу щільність порівняно зі звичайними літій-іонними акумуляторами, що дозволяє збільшити об'єм акумулятора при цьому не збільшуючи його розміри.
Redmi Note 14 має підтримку швидкої зарядки потужністю 33 Вт, Redmi Note 14 5G, Note 14 Pro Note 14 Pro 5G, POCO M7 Pro та POCO X7 — 45 Вт, Redmi Note 14S — 67 Вт, глобальний Redmi Note 14 Pro+ — 120 Вт, а китайський та індійський Redmi Note 14 Pro+ — 90 Вт. Комплектний зарядний пристрій відсутній в певних регіонах.

#### Камера

##### Основна камера
Китайська модель Redmi Note 14 5G та POCO M7 Pro отримали подвійну основну камеру, а всі інші моделі — потрійну.
Набір тилових камер Redmi Note 14 складається із ширококутного об'єктива ISOCELL S5KHM6 на 108 Мп з діафрагмою f/1.7 і фазовим автофокусом та макрооб'єктива та сенсора глибини по 2 Мп з діафрагмою f/2.4. Це перша базова 4G-модель Redmi Note з часів Redmi Note 8, яка не отримала надширококутний об'єктив.
Redmi Note 14 5G має ширкокутний об'єктив ISOCELL S5KHM6 на 108 Мп з діафрагмою f/1.7 і фазовим автофокусом, оптичною стабілізацією зображення, надширококутний об'єктив OmniVision OV08D10 на 8 Мп з діафрагмою f/2.2 і макрооб'єктив OmniVision OV02B на 2 Мп з діафрагмою f/2.4. Індійська і китайська моделі та POCO M7 Pro використовують ширококутний об'єктив на 50 Мп з діафрагмою f/1.5. Також в китайської моделі Redmi Note 14 5G та POCO M7 Pro замість надширококутного та макрооб'єктива встановлено сенсор глибини на 2 Мп з діафрагмою f/2.4.
Redmi Note 14S, Note 14 Pro і глобальні моделі Note 14 Pro 5G та Note 14 Pro+ мають ширококутний об'єктив Samsung ISOCELL HP3 на 200 Мп з діафрагмою f/1.65, багатонаправленим фазовим автофокусом та оптичною стабілізацією зображення, надширококутний об'єктив Sony IMX355 на 8 Мп з діафрагмою f/2.2 і кутом огляду 120° та макрооб'єктив OmniVision OV02B10 на 2 Мп зі світлосилою f/2.4. В китайської та індійською моделей Redmi Note 14 Pro 5G і POCO X7 встановлено ширококутний об'єктив Sony IMX882 на 50 Мп з діафрагмою f/1.5.
Китайська та індійська моделі Note 14 Pro+ мають ширококутний об'єктив OmniVision Light Hunter 800 на 50 Мп з діафрагмою f/1.6, фазовим автофокусом та оптичною стабілізацією зображення, телеоб'єктив Samsung ISOCELL JN1 на 50 Мп з діафрагмою f/2.0, фазовим автофокусом і 2,5-кратним зумом та надширококутний об'єктив Sony IMX355 на 8 Мп з діафрагмою f/2.2 і кутом огляду 120°.
Основна камера в Redmi Note 14, Note 14S та Note 14 Pro вміє записувати відео в роздільній здатності 1080p@60fps, Note 14 5G та POCO M7 Pro — 1080p@30fps, а Redmi Note 14 Pro 5G, Note 14 Pro+ та POCO X7 — 4K@30fps.

##### Передня камера
Китайська модель Redmi Note 14 5G отримала передню камеру на 16 Мп, Redmi Note 14S — на 16 Мп з діафрагмою f/2.4, Note 14 Pro — OmniVision OV32D40 на 32 Мп з діафрагмою f/2.2, POCO M7 Pro — OmniVision OV20B40 на 20 Мп з діафрагмою f/2.5, а всі інші моделі — OmniVision OV20B40 на 20 Мп з діафрагмою f/2.2.
Фронтальна камера в Redmi Note 14 Pro 5G, Note 14 Pro+ та POCO X7 вміє записувати відео в роздільній здатності 1080p@60fps, а в інших моделей — 1080p@30fps.

#### Екран
Всі моделі отримали 6,67-дюймовий AMOLED-дисплей зі співвідношенням сторін 20:9, частотою оновлення 120 Гц та круглим вирізом під фронтальну камеру, розміщеним зверху в центрі. Екран у Redmi Note 14, Note 14 5, Note 14S, Note 14 Pro та POCO M7 Pro має роздільну здатність Full HD+ (2400 × 1080) і щільність пікселів 395 ppi, а в Redmi Note 14 Pro 5G, Note 14 Pro+ та POCO X7 — так звану 1.5K (2712 × 1220) і щільність пікселів 446 ppi. Також Redmi Note 14 Pro 5G, Note 14 Pro+ та POCO X7 мають підтримку технологій Dolby Vision та HDR10+. Крім цього, всі моделі окрім китайського варіанту Redmi Note 14 5G мають вбудований під дисплей оптичний сканер відбитків пальців.

#### Звук
Смартфони отримали стереодинаміки, розташовані зверху та знизу.

#### Пам'ять
Redmi Note 14 продається в конфігураціях 6/128, 8/128, 6/256 та 8/256 ГБ, Note 14 5G — 6/128, 8/128, 8/256, 12/256 та 12/512 ГБ, Note 14S та POCO X7 — 8/128, 8/256 та 12/512 ГБ, Note 14 Pro та Note 14 Pro 5G — 8/128, 8/256, 12/256 та 12/512 ГБ, Note 14 Pro+ — 8/128, 8/256, 12/256, 12/512 та 16/512 ГБ, а POCO M7 Pro — 6/128, 8/256, 12/256 та 12/512 ГБ.
Китайська модель Redmi Note 14 Pro+ залежно від конфігурації пам'ять використовує оперативну пам'ять типу LPDDR4X або LPDDR5 та постійну типу UFS 2.2 або UFS 3.1, натомість всі інші моделі використовують тільки LPDDR4X та UFS 2.2 відповідно. Також в Redmi Note 14, глобального та індійського Note 14 5G, Note 14 Pro та POCO M7 Pro постійну пам'ять можна розширити картою пам'яті формату microSD об'ємом до 1 ТБ.

### Програмне забезпечення
Смартфони були випущені на Xiaomi HyperOS на базі Android 14 і пізніше були оновлені до Xiaomi HyperOS 2 на базі Android 15. Також смартфони мають функції ШІ кількість яких залежить від цінового рівня моделі.